# فهرست صنایع پتروشیمی ایران
فهرست صنایع پتروشیمی ایران شامل پتروشیمی و پالایشگاه های ایران است.

## فهرست
واحدهای پتروشیمی بر اساس نوع خوراک مصرفی دسته‌بندی می‌شوند
- الفین: که شامل اتیلن، پروپیلن، بوتادین است
- آروماتیک: مانند بنزن؛ تولوین، زایلین
- گاز که همان منو اکسید کربن و هیدروژن است

### پتروشیمی
| ردیف | نام                                   | موقعیت                            | سال تأسیس    | نوع واحد تولیدی                                              | وبگاه |
| ---- | ------------------------------------- | --------------------------------- | ------------ | ------------------------------------------------------------ | --- |
| ۱    | پتروشیمی آبادان                       | آبادان                            | ۱۳۴۲         |                                                              | https://abadan-petro.com/ |
| ۲    | پتروشیمی آپادانا                      | شهرستان کنگان فاز ۲               | ۱۳۹۳         | متانول                                                       | https://pgapco.ir/ |
| ۳    | پتروشیمی آریا ساسول                   | شهرستان عسلویه فاز ۱              | ۱۳۷۹         | الفین                                                        | پتروشیمی آریا ساسول |
| ۴    | پتروشیمی آرین متانول                  | شهرستان کنگان                     |              |                                                              | |
| ۵    | پتروشیمی اروند                        | شهرستان بندرماهشهر                | ۱۳۹۱         |                                                              | https://arvandpvc.ir/fa-ir/default                                                                                               |
| ۶    | پتروشیمی اصفهان                       | اصفهان                            | ۱۳۷۱         | آروماتیک                                                     | https://epciran.com/ |
| ۷    | پتروشیمی امیرکبیر                     | شهرستان بندرماهشهر                | ۱۳۸۴         | الفین                                                        | |
| ۸    | پتروشیمی انتخاب                       | شهرستان عسلویه فاز ۲              | ۱۳۹۶         |                                                              | |
| ۹    | پتروشیمی ایلام                        | شهرستان چوار                      | ۱۳۹۳         |                                                              | https://ilampetro.com/ |
| ۱۰   | پتروشیمی باختر                        | تهران                             | ۱۳۸۳         |                                                              | http://bakhtargroup.com/ |
| ۱۱   | پتروشیمی بندر امام                    | شهرستان بندرماهشهر                | ۱۳۷۰         |                                                              | |
| ۱۲   | پتروشیمی بوشهر                        | شهرستان کنگان فاز ۱ و ۲           | ۱۳۹۹         |                                                              | |
| ۱۳   | پتروشیمی بوعلی سینا                   | شهرستان بندرماهشهر                | ۱۳۸۳         | آروماتیک                                                     | |
| ۱۴   | پتروشیمی پاد جم                       | شهرستان کنگان                     | ۱۳۹۴         |                                                              | https://www.pjpc.ir/ |
| ۱۵   | پتروشیمی بیستون                       | شهرستان کرمانشاه                  | ۱۳۸۳         |                                                              | https://www.bispc.ir/ |
| ۱۶   | پتروشیمی پلیمر کرمانشاه               | شهرستان کرمانشاه                  | ۱۳۸۴         |                                                              | http://www.krpc.ir/ |
| ۱۷   | پتروشیمی پارس                         | شهرستان عسلویه فاز ۲              | ۱۳۷۸         |                                                              | https://www.parspc.ir/ |
| ۱۸   | پتروشیمی پردیس                        | شهرستان عسلویه فاز ۱              | ۱۳۹۷         | اوره                                                         | Https://www.paupc.ir/ |
| ۱۹   | پتروشیمی پلی نار                      | تبریز                             | ۱۳۷۹         |                                                              | http://polynar.ir/fa/home |
| ۲۰   | پتروشیمی تبریز                        | تبریز                             | ۱۳۷۷         | الفین                                                        | |
| ۲۱   | پتروشیمی تخت جمشید                    | شهرستان بندرماهشهر                | ۱۳۹۳         |                                                              | http://www.tjpc.ir/ |
| ۲۲   | پتروشیمی خارک                         | جزیره خارک                        | ۱۳۴۴         | متانول                                                       | [ ۲ ] |
| ۲۳   | پتروشیمی جم                           | شهرستان کنگان فاز ۱               | ۱۳۷۹         | اتان و میعانات گازی                                          | پتروشیمی جم |
| ۲۴   | پتروشیمی خراسان                       | بجنورد                            | ۱۳۸۳         |                                                              | https://khpc.ir/about-us/ |
| ۲۵   | پتروشیمی شازند اراک                   | اراک                              | ۱۳۷۲         | الفین                                                        | |
| ۲۶   | پتروشیمی شیراز                        | شهرستان مرودشت                    | ۱۳۴۲         |                                                              | https://www.spc.co.ir/ |
| ۲۷   | پتروشیمی نخل آسماری                   | شهرستان بندرماهشهر                | ۱۴۰۲         |                                                              | |
| ۲۸   | پتروشیمی رجال                         | شهرستان بندرماهشهر                | ۱۳۸۵         |                                                              | https://regalpetro.com/ |
| ۲۹   | پتروشیمی زاگرس                        | شهرستان کنگان فاز ۱               | ۱۳۷۹         |                                                              | |
| ۳۰   | پتروشیمی شیمی بافت                    | شهرستان بندرماهشهر                | ۱۳۸۱         |                                                              | https://shimibaft.com/ |
| ۳۱   | پتروشیمی شهید تندگویان                | شهرستان بندرماهشهر                | ۱۳۷۷         |                                                              | https://stpc.ir/ |
| ۳۲   | پتروشیمی جم اطمینان                   |                                   |              |                                                              | |
| ۳۳   | پتروشیمی مرجان                        | شهرستان کنگان                     | ۱۳۹۷         |                                                              | https://www.tappico.com/%D8%B4%D8%B1%DA%A9%D8%AA-%D9%BE%D8%AA%D8%B1%D9%88%D8%B4%DB%8C%D9%85%DB%8C-%D9%85%D8%B1ج                  |
| ۳۴   | پتروشیمی فیروزآباد                    | شهرستان فیروزآباد                 | ۱۳۸۸         |                                                              | |
| ۳۸   | پتروشیمی خرم‌آباد                      | شهرستان خرم‌آباد                   | ۱۳۸۶         |                                                              | |
| ۳۹   | پتروشیمی دالاهو کیمیا                 | شهرستان عسلویه                    |              |                                                              | |
| ۴۰   | پتروشیمی دماوند                       | شهرستان کنگان فاز ۲               |              |                                                              | |
| ۴۱   | پتروشیمی دنا                          | شهرستان کنگان                     |              |                                                              | |
| ۴۲   | پتروشیمی سبلان                        | شهرستان کنگان فاز ۲               |              |                                                              | |
| ۴۳   | پتروشیمی صدف                          | شهرستان کنگان فاز ۲               |              |                                                              | |
| ۴۴   | پتروشیمی فجر                          | شهرستان بندرماهشهر                | ۱۳۷۷         |                                                              | |
| ۴۵   | پتروشیمی فرساشیمی                     | شهرستان عسلویه فاز ۱              |              |                                                              | |
| ۴۶   | پتروشیمی قائد بصیر                    |                                   |              |                                                              | |
| ۴۷   | پتروشیمی کارون                        | شهرستان بندرماهشهر                |              |                                                              | |
| ۴۸   | پتروشیمی کازرون                       |                                   |              |                                                              | |
| ۴۹   | پتروشیمی کاویان                       | شهرستان کنگان فاز ۲               |              |                                                              | https://petrokavian.com/ |
| ۵۰   | پتروشیمی کردستان                      |                                   |              |                                                              | |
| ۵۱   | پتروشیمی کرمانشاه                     |                                   |              |                                                              | |
| ۵۲   | پتروشیمی کیمیا پارس خاورمیانه         | شهرستان عسلویه فاز ۲              |              |                                                              | https://www.mekpco.ir/ |
| ۵۳   | پتروشیمی مارون                        | شهرستان بندرماهشهر                | ۱۳۸۱         | الفین                                                        | http://www.marunpetrochemical.com/                                                                                               |
| ۵۴   | پتروشیمی مروارید                      | شهرستان عسلویه فاز ۲              | ۱۳۹۲         | متانول                                                       | https://www.mpc.ir/ |
| ۵۵   | پتروشیمی میاندوآب                     | باروق                             | ۱۴۰۰         | پلی‌پروپیلن                                                   | http://www.mpc.ir/ |
| ۵۶   | پتروشیمی مهاباد                       | شهرستان مهاباد                    | ۱۳۹۵         | متانول                                                       | https://www.mpc.ir/ |
| ۵۷   | پتروشیمی مهر                          | شهرستان کنگان فاز ۲               | ۱۳۹۶         | اوره                                                         | http://www.mehrpetrochemical.com/                                                                                                |
| ۵۸   | پتروشیمی نوری                         | شهرستان عسلویه فاز ۱              | ۱۳۸۷         | آروماتیک‌ها                                                   | http://www.nuripetrochemical.com/                                                                                                |
| ۵۹   | پتروشیمی نوید زر شیمی                 | شهرستان بندرماهشهر                | ۱۳۹۷         |                                                              | http://www.navidzarsimi.com/ |
| ۶۰   | پتروشیمی همت                          | شهرستان عسلویه فاز ۲              | ۱۳۹۳         | جمع فرآورش گازهای فلرینگ                                     | http://www.honestly.com/ |
| ۶۱   | پتروشیمی هنگام                        | شهرستان کنگان فاز ۲               | ۱۳۹۷         |                                                              | http://www.hengam.com/ |
| ۶۲   | مبین انرژی خلیج فارس                  | شهرستان عسلویه فاز ۱              | ۱۳۹۳         |                                                              | http://www.pgem.co.ir/ |
| ۶۳   | متانول کاوه                           | بندر دیر                          | ۱۳۹۸         | متانول                                                       | http://www.kavehpetrochemical.com/                                                                                               |
| ۶۴   | پتروشیمی ارومیه                       | ارومیه                            | ۱۳۷۷         | ملامین                                                       | https://upc.co.ir/ |
| ۶۵   | پتروشیمی دماوند انرژی                 | شهرستان کنگان                     | در دست احداث | سرویس‌های جانبی پتروشیمی                                      | https://damavandea.ir/ |
| ۶۶   | پتروشیمی لاوان                        | شهرستان کنگان                     | در دست احداث | الفین                                                        | https://www.sepehrenergy.com/%D8%B4%D8%B1%DA%A9%D8%AA-%D8%B4%DB%8C%D9%85%DB%8C%D8%A7%DB%8C%DB%8C-%D9%84%D8%A7%D9%88%D8%A7%D9%86/ |
| ۶۷   | پتروشیمی پارس گلایکول (پارس فنل سابق) | شهرستان کنگان                     | در دست احداث | گلایکول                                                      | |
| ۶۸   | پتروشیمی اوج گلستان                   | شهرستان آزادشهر شهرستان گنبدکاووس | در دست احداث | بوتیل اتانوات میعانات گازی بنزویل پراکساید اتیل استات متانول | |

- - خط لوله اتیلن مرکز
  - پژوهشگاه پلیمر و پتروشیمی ایران
- خط لوله اتیلن غرب
- شرکت سرمایه‌گذاری نفت و گاز و پتروشیمی تأمین (هلدینگ سرمایه‌گذاری)
- شرکت صنایع پتروشیمی خلیج فارس (هلدینگ سرمایه‌گذاری)
- شرکت ملی صنایع پتروشیمی ایران :NIPC زیر مجموعه وزارت نفت به عنوان سازمان حاکمیتی ناظر بر صنعت پتروشیمی ایران

### پالایشگاه

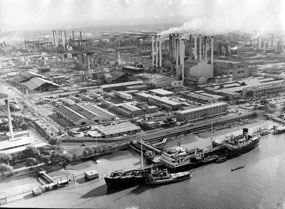
پالایشگاه آبادان، بزرگترین پالایشگاه نفت کشور

#### نفت
- پالایشگاه نفت آبادان
- پالایشگاه نفت آناهیتا
- پالایشگاه نفت اصفهان
- پالایشگاه نفت امام‌خمینی شازند اراک
- پالایشگاه نفت بندرعباس
- پالایشگاه نفت بهشهر
- پالایشگاه نفت تبریز
- پالایشگاه نفت تهران
- پالایشگاه نفت خوزستان
- پالایشگاه نفت شهریار
- پالایشگاه نفت شیراز
- پالایشگاه نفت کاسپین
- پالایشگاه نفت کرمانشاه
- پالایشگاه نفت لاوان
- پالایشگاه نفت هرمز
- شرکت پالایش نفت جی
- شرکت نفت ایرانول
- شرکت نفت بهران
- شرکت نفت پارس
- شرکت نفت پاسارگاد
- شرکت نفت سپاهان

#### گاز
- پالایشگاه گاز ایلام
- پالایشگاه گاز بیدبلند
- پالایشگاه گاز پارسیان
- پالایشگاه گاز خانگیران
- پالایشگاه گاز سرخون و قشم
- پالایشگاه گاز فجر جم
- پالایشگاه میعانات گازی ستاره خلیج فارس
- پالایشگاه گاز هویزه خلیج‌فارس
- پالایشگاه‌های گاز پارس جنوبی
- پالایشگاه گاز فراشبند

## شفافیت محدوده شیرینو
حدود جغرافیایی شهرستان کنگان در ضلع جنوبی توسط زهرا احمدی، مدیرکل تقسیمات کشوری به استانداری بوشهر و دستگاه‌های مرتبط ابلاغ شد. بر این اساس، حوزه شهرستان کنگان بیش از ۶ کیلومترِ طول [از سمت حوزه صنایع مستقر در این منطقه] تثبیت یافت.
حدود جغرافیایی شهرستان کنگان پس از ۱۳ سال مسکوت بودن مشخص و واحدهای پتروشیمی و صنعتی زیر در محدوده جغرافیایی شهرستان کنگان و شهر شیرینو قرار گرفتند.
| شرکت‌ها                          |                           |                                            |                                               |                     |                            |
| ------------------------------- | ------------------------- | ------------------------------------------ | --------------------------------------------- | ------------------- | -------------------------- |
| شرکت پتروشیمی بوشهر [فاز ۱ و ۲] | شرکت پتروشیمی کاویان      | شرکت پتروشیمی سبلان                        | شرکت پتروشیمی آپادانا                         | شرکت پتروشیمی هنگام | شرکت پتروشیمی دماوند انرژی |
| شرکت پتروشیمی مرجان             | شرکت پتروشیمی لاوان       | شرکت پتروشیمی پارس گلایکول (پارس فنل سابق) | شرکت سپهر مکران                               | شرکت مهر پترو کیمیا | شرکت پتروشیمی هرمز         |
| شرکت پتروشیمی کیان              | شرکت پتروشیمی آرین متانول | شرکت پتروشیمی رایان پلیمر پویا             | شرکت تقویت فشار خط اتیلن غرب                  | شرکت فراسکو         | فاز ۲ بندر پتروشیمی پارس   |
| آب شیرین‌کن نور ویژه             | شرکت پتروشیمی مهر         | [بخشی از] شرکت پتروشیمی دنا                | [بخشی از] شرکت پتروشیمی کیمیای پارس خاورمیانه |                     |                            |